# Стивенс (округ, Джорджия)
Сти́венс (англ. Stephens County) — округ штата Джорджия, США. Население округа на 2000 год составляло 25 435 человек. По переписи 2010 года — 26 175 человек. Административный центр округа — город Токкоа.

## История
Округ Стивенс основан в 1905 году. Назван в честь Александра Стивенса, вице-президента КША и 50-го губернатора Джорджии. 

## География
Округ занимает площадь 463.6 км2. На территории округ расположен охраняемый заповедник — Национальный лес Чаттахучи-Окони.

## Смежные округа
- Округ Окони, Южная Каролина, на севере.
- Округ Франклин, на юге.
- Округ Банкс, на юго-западе.
- Округ Хабершем, на западе.

## Демография
Согласно Бюро переписи населения США, в округе Стивенс в 2000 году проживало 25 435 человек. Плотность населения составляла 54.9 человек на квадратный километр.